# Технологічне проєктування
Технологічне проєктування полягає в виборі найбільш економічного для даних конкретних умов способу виробництва заготовок і деталей, визначенні послідовності і виду операцій обробки і складання, виборі необхідного знаряддя виробництва і регламентації його використання, визначенні трудомісткості і вартості вибраного технологічного процесу. Технологічний процес повинен бути спроєктованим так, щоб обладнання, інструменти, пристосування, сировина, виробничі площі використовувались найбільш повно і правильно при умовах комплексної механізації і автоматизації процесів виробництва, полегшення і безпеки праці.
Технологічне проєктування в машинобудуванні починають з розробки маршрутної технології, яка передбачає послідовність виконання основних робіт. Вибирають найбільш економічний спосіб виготовлення заготовок (лиття, ковка тощо), встановлюють технологічний процес їх обробки (різання, термообробка тощо), а потім і складання. Розроблений технологічний процес оформлюють рядом документів, у яких регламентовані всі основні положення, режими і показники прийнятої технології. Найважливіший документ — технологічна карта, що містить усі дані про технологію виготовлення певної деталі або виробу, повний опис процесу виробництва за кожною операцією із зазначенням необхідного обладнання, інструменту, пристосувань, режимів робіт, норм часу, кваліфікації і розряду робітника. Основним технічним документом виробництва є робоче креслення (детальне, вузлове, складальне), що дає інформацію про форму, розміри, матеріал деталі, види обробки і з'єднання деталей.